# بوستانجي
البوستانجي (بالتركية العثمانية: بوستانجى)‏(بالتركية: Bostancı)‏ هو أحد أفراد الحرس السلطاني الشخصي التابع للإنكشارية في الدولة العثمانية، وكانوا يعملون داخل القصر. كان البوستانجية مسؤولين بشكل رئيسي عن حماية قصر السلطان ومحيطه، وكانوا يتلقون تدريبهم في فيلق البوستانجية، وكانوا يتبعون مباشرة للسلطان، بينما كان قائدهم رتبته "بوستانجى باشي".  كانت هذه الوحدات الخاصة تؤدي مهامها داخل القصر وخارجه، حيث كانوا مسؤولين عن الحدائق الملكية بالإضافة إلى حفظ الأمن والنظام في المناطق التي يتواجدون فيها.  كما كانوا يتولون حراسة الحريم السلطاني ويجدّفون في القوارب السلطانية.
كان هؤلاء الحراس الشخصيون يُختارون من بين الإنكشارية المتميزين الذين تلقوا تدريبهم في فرقة "الصناديد البكتاشيون" (بالتركية: Sanadid-i Bektaşiyan)‏، وكانوا قادرين على استخدام الأسلحة بكلتا اليدين، اليمنى واليسرى.
أما راية الفرقة فقد كانت تحمل رموزًا مثل سيف "ذو الفقار" المشقوق ونقش مخلب النسر. 

## اسم الفيلق
بوستانجي معناها الحرفي: "البستاني"، الذي يعتني بالبساتين.
كان قائدهم يُعرف باسم "بوستانجي باشي" (بالتركية: bostancıbaşı)‏، وكان يحمل رتبة باشا. 

بلغ عدد الوبستانجية في إحدى الفترات 3000 فرد، وكانوا يعملون مع الإنكشارية في المهام العسكرية. أما في أوقات الحرب، فقد ارتفع عددهم إلى 12,000. ومع بداية القرن العشرين، تقلّص عددهم إلى حوالي 600 فرد.

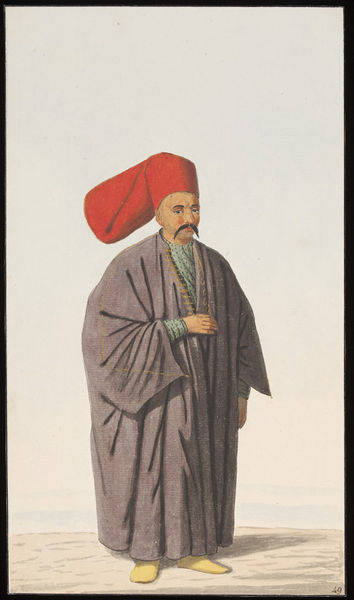
بوستانجي باشي.

## أنظر أيضا
- قصر طوب قابي.